# هند ميداني
هند ميداني، مخرجة سينمائية وتلفزيونية. من مواليد دمشق 1943.
وهي زوجة الناقد والباحث السينمائي السوري الراحل سعيد مراد ووالدة الممثلة والمصممة الحركية السورية نورا مراد
حاصلة على ليسانس في الحقوق من جامعة دمشق – كلية الحقوق 1968. عملت بين أعوام 1966 – 1970 كمساعدة مخرج ثم التحقت عام 1976 بمرحلة تدريب وممارسة عملية في مجال إخراج الأفلام الروائية في معهد السينما الرسمي لعموم الاتحاد السوفييتي قسم الأفلام الروائية وأشرف على تدريبها المخرج الروسي تالانكين وتخرجت عام 1979 وكان فيلم التخرج بعنوان «العريف غضبان» 20 دقيقة \ أبيض وأسود مأخوذ عن قصة لـ حسن م يوسف.
عادت إلى سوريا وعملت في التلفزيون العربي السوري منذ 1981 في قسم الأفلام الوثائقية ومن ثم في قسم الدراما التلفزيونية.

## أعمالها
- «المحطة 30» – مسلسل 12 حلقة – تأليف وسيناريو وحوار جيهان الجندي – 2005
- «البحث عن المستحيل» – مسلسل 9 حلقات – تأليف وسيناريو وحوار أمل حنا – 2001
- «حب تحت اسم آخر» – رباعية - تأليف وسيناريو وحوار رنا إبراهيم – 2000
- «غائم جزئيا» – مسلسل 5 حلقات – تأليف وسيناريو وحوار أمل حنا 1997
- «هموم عائلية» - تمثيلية 100 دقيقة – تأليف وسيناريو وحوار ملاحة الخاني – 1996
- "أحلام مؤجلة – مسلسل 9 حلقات _ تأليف وسيناريو وحوار ريم حنا – 1992
- «ألأسطوانة» – فيلم تلفزيوني 120 دقيقة – تأليف وسيناريو وحوار محمود عبد الواحد – 1988
- «القطة التي تنزهت على هواها» – مسرحية تلفزيونية – 1984
- «سلاما أيتها الأم» – برنامج تمثيلي عن دور الأم في الحياة 75 دقيقة – مأخوذ عن قصص من الأدب العربي والعالمي- 1982

كما قدمت فيلما وثائقيا بعنوان «دمشق مسافة للنظر» – 35 ملون – شارك في مهرجان دمشق السينمائي الدولي ومهرجان ليبزغ السينمائي عام 1986.
وأخرجت للتلفزيون العرض المسرحي «بعد كل هالوقت» – فرقة ليش المسرحية - 1999 الحاصل على جائزة أفضل سينوغرافيا في مهرجان القاهرة الدولي للمسرحي التجريب.
شاركت في لجنة تحكيم مهرجان القاهرة الحادي عشر للإذاعة والتلفزيون. 2005. وقدمت مداخلة في "ندوة المرأة والسينما في العالم العربي" خلال الدورة 18 من مهرجان أصيلة السينمائي في المغرب 2003. كما كانت ضيفة على مهرجان "المرأة العربية والإبداع في القاهرة 2002 وحضرت اللقاء الأول للمخرجات ونقاد السينما لدعم الإنتاج النسائي العربي في المغرب – الدار البيضاء 1997.